# جسم العظم
جسم العظم أو قصبة العظم أو ساق العظم أو الجَدْل أو عمد العظم (بالإنجليزية: Diaphysis)‏ (الجمع: أجْدال) هو ذلك الجزء الاسطواني الطويل من العظم، وهو الجزء الرئيسي والقسم الأوسط من العظام الطويلة ، وهو مكون من العظام القشرية وعادة ما يحتوي على نِقْي العظم (أو نخاع العظم) (بالإنجليزية: Myeloid tissue)‏ والأنسجة الدهنية. وهو الجزء الأنبوبي المتوسط من العظام الطويلة و يتكون من عظم مضغوط يُحيط بتجويف النخاع المركزي الذي يحتوي على النخاع الأحمر أو الأصفر. يحدث التعظّم الأساسي للعظم في الجدل.

## ساركوما يوينغ
يحدث مرض ساركوما يوينغ (بالإنجليزية: Ewing's sarcoma)‏ في الجدل  ، وهو مرض نادر تتواجد فيه الخلايا السرطانية في العظام أو في النَسيجٌ الرَخْو على هيئة خلايا ورم صغيرة مستديرة وزرقاء (Small-blue-round-cell tumor) ، و غالبا ما يحدث هذا المرض للمراهقين والصغار من البالغين.
 أول من وصف هذا المرض هو عالم الأمراض الأمريكي جيمس يوينغ.

## صور إضافية

الجَدْل في عظم طويل.
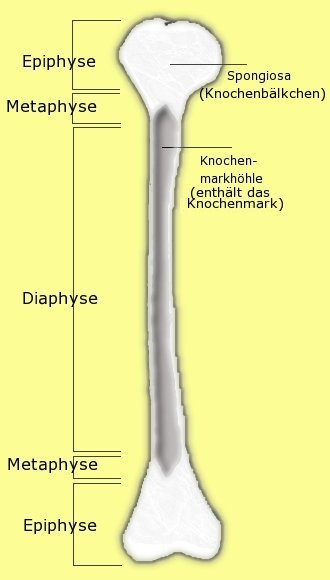
الجَدْل في عظم طويل.
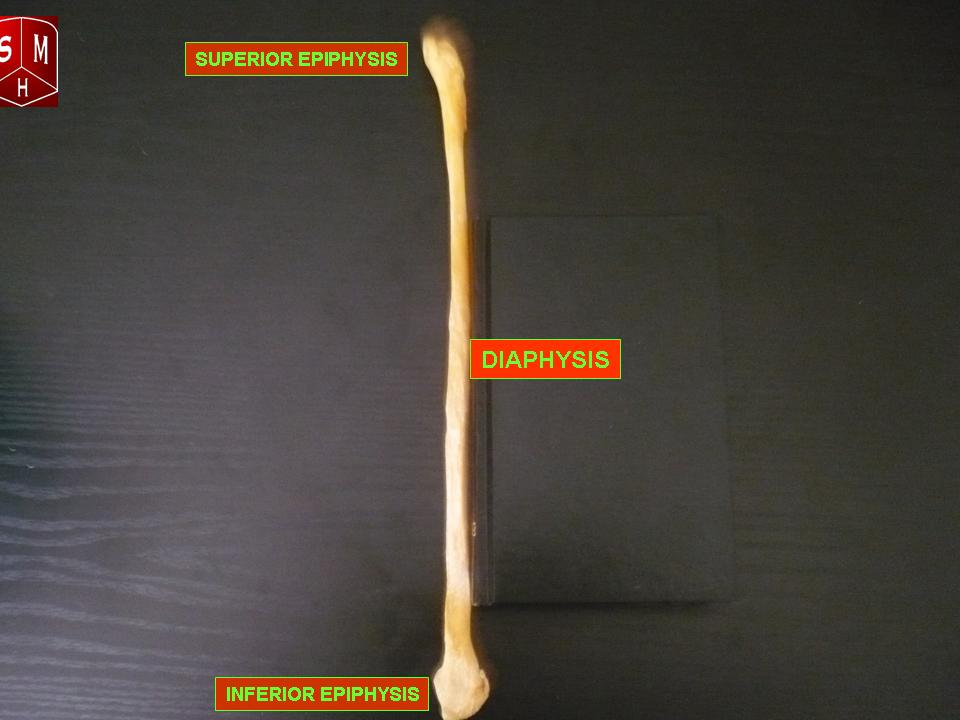
الجَدْل في عظم طويل.